# Selecció Valenciana de Pilota
La Selecció Valenciana de Pilota està formada pels pilotaris valencians escollits pel seleccionador de la Federació de Pilota Valenciana per a participar en els Campionats Internacionals de Pilota.
En el IX Mundial de Pilota a Mà de 2017, celebrat a Nariño, tornà a guanyar la competició a llargues front a Bèlgica tretze anys després de l'última volta i es proclamà campiona absoluta amb dos ors i quatre bronzes.
L'any següent es proclamà campiona absoluta en el Campionat Europeu de Pilota a Mà de Franeker amb huit medalles.

## Selecció Valenciana del 2010
Heus-ne ací una llista dels jugadors de pilota professionals i aficionats que han format part de la Selecció Valenciana de Pilota:
Europilota 2010 al País Valencià
- Seleccionador: Pigat II, de El Genovés
- Jugadors:

| Selecció Masculina - Adrián III, de Museros (aficionat) - Álvaro, de Faura - Álvaro, de Tibi (aficionat) - Héctor, de la Vall de Laguar - Isaac, de Tibi (aficionat) - Jan, de Murla (aficionat) - Genovés II, del Genovés - Juanjo, de Borbotó (aficionat) - Mario, del Campello (aficionat) - Pablo, de Sella (aficionat) - Pasqual II, de la Pobla de Vallbona (aficionat) - Pepet, d'Alfara del Patriarca (aficionat) - Roberto, de Beniparrell (aficionat) - Rodrigo, de Benidorm (aficionat) - Santi, de Finestrat - Sergio, de Genovés (aficionat) - Vicent, de Moncofa (aficionat) - Víctor, de Meliana (aficionat) |  | - Ana Belén Giner Facila, de Borbotó (aficionada) - Maria José Giner Fácila, de Borbotó (aficionada) - Rosa González Pedrón, de Cocentaina (aficionada) - Sara Gil Contreras, de Godelleta (aficionada) |

## Selecció Valenciana del 2009
No es juga

## Selecció Valenciana del 2008
Campionat mundial d'Imbabura, Equador
- Seleccionador: Pigat II del Genovés

| - Adrián II, de Museros - Álvaro, de Faura - Álvaro, de Tibi, aficionat - Jan, de Murla, aficionat - Jesús, de Silla |  | - Mario, del Campello, aficionat - Nacho, de Beniparrell - Pablo, de Sella, aficionat - Sebastià, de Calp, aficionat - Tato, d'Altea |

### Trofeus
- Subcampió mundial de Llargues.

## Selecció Valenciana del 2007
Campionat europeu de Nivelles, Bèlgica
- - Fotografia Arxivat 2007-09-27 a Wayback Machine.
- Seleccionador: Pigat II del Genovés

| - Álvaro de Tibi, aficionat - David de Petrer, aficionat - Ferdi de Godelleta, aficionat - Héctor de Meliana, aficionat - Jan de Murla, aficionat - Màlia de La Vall de Laguar, aficionat |  | - Mario del Campello, aficionat - Martines del Campello, aficionat - Nacho de Beniparrell, aficionat - Pasqual II de La Pobla de Vallbona, professional - Santi de Finestrat, aficionat |

### Trofeus
- Campió europeu de Joc internacional
- Finalista europeu de Llargues
- Campió absolut

### Blog
- Weblog de Tagarinet amb la Selecció a Bèlgica[Enllaç no actiu]

## Selecció Valenciana del 2006
VI Mundial de Pilota a Mà Chaza, Colòmbia (no celebrat)
- Seleccionador: Pigat II del Genovés

| - Álvaro de Faura - Dani de La Nucia, aficionat - David de Petrer, aficionat - Genovés II del Genovés - Martines del Campello, aficionat |  | - Pasqual de La Pobla de Vallbona - Raül II de Godelleta - Santi de Finestrat, aficionat - Tato d'Altea |

## Selecció Valenciana del 2005
VII Campionat d'Europa, Bèlgica (no celebrat)
- Seleccionador: Pigat II del Genovés

## Selecció Valenciana del 2004
V Mundials de Pallapugno, Imperia (Itàlia)
- Seleccionador: Pigat II del Genovés

| - Álvaro de Faura - Dani de La Nucia, aficionat - David de Petrer, aficionat - Emilio, aficionat - Genovés I del Genovés - Grau de València |  | - Jan de Murla, aficionat - León del Genovés - Màlia de La Vall de Laguar, aficionat - Martines del Campello, aficionat - Santi de Finestrat, aficionat - Sarasol II del Genovés |

### Trofeus
- Campió mundial de Llargues

## Selecció Valenciana del 2003
VI Campionat d'Europa de Jeu de Paume, França
- Seleccionador: Pigat II del Genovés

| - Álvaro de Faura - David de Petrer, aficionat - Grau de València - Jan de Murla, aficionat |  | - Màlia de La Vall de Laguar, aficionat - Martines del Campello, aficionat - Santi de Finestrat, aficionat - Sarasol II del Genovés |

### Trofeus
- Campió europeu de Frontó internacional
- Campió europeu de Joc internacional
- Finalista europeu de Llargues

## Selecció Valenciana del 2002
IV Mundial de Pilota a Mà, Paraná (Argentina)
- Seleccionador: Viñes

| - Álvaro de Faura - Cervera d'Alaquàs - Dani de Benavites - Grau de València - Màlia de La Vall de Laguar, aficionat |  | - Martines del Campello, aficionat - Pigat II del Genovés - Santi de Finestrat, aficionat - Sarasol II del Genovés, millor jugador del món. |

### Trofeus
- Campió mundial de Frontó internacional
- Campió mundial de Joc internacional
- Campió mundial de Llargues

## Selecció Valenciana del 2001
V Campionat d'Europa, Països Baixos
- Seleccionador: Viñes

| - Dani de Benavites - David de Petrer, aficionat - Esteban, aficionat - Grau de València |  | - Jan de Murla, aficionat - Martines del Campello, aficionat - Sarasol I del Genovés - Sarasol II del Genovés |

### Trofeus
- Campió europeu de Frontó internacional
- Campió europeu de Joc internacional
- Finalista europeu de Llargues

## Selecció Valenciana del 2000
III Mundial de Llargues, València
- Seleccionador: Viñes

| - Dani de Benavites - David de Petrer, aficionat - Grau de València - Jan de Murla, aficionat - Màlia de La Vall de Laguar, aficionat - Martines del Campello, aficionat - Mengual, aficionat - Mezquita de Vila-real |  | - Montesa, aficionat - Paco, aficionat - Pigat II del Genovés - Sarasol I del Genovés - Sarasol II del Genovés - Víctor de València - Waldo d'Oliva |

### Trofeus
- Campió mundial de Llargues
- Campió mundial de Joc Internacional
- Campió mundial de Frontó Valencià

## Selecció Valenciana del 1999
IV Campionat d'Europa, Imperia (Itàlia)
- Seleccionador: Viñes

| - David de Petrer, aficionat - Grau de València, millor jugador del món. - Jan de Murla, aficionat - Martines del Campello - Mengual, aficionat |  | - Pigat II del Genovés - Puchol de Vinalesa - Sarasol I del Genovés - Sarasol II del Genovés - Tino de València |

### Trofeus
- Campió europeu de Llargues

## Selecció Valenciana del 1998
II Mundial de Llargues, Maubeuge (França)
- Seleccionador: Vicent Alzina

| - Fredi de València - Grau de València, millor jugador del món. - Martines del Campello, millor saque del món - Mezquita de Vila-real - Pedro de València |  | - Pigat II del Genovés - Puchol de Vinalesa - Sarasol I del Genovés - Sarasol II del Genovés - Tino de València |

### Trofeus
- Campió mundial de Llargues

## Selecció Valenciana del 1997
III Campionat d'Europa, Franeker (Països Baixos)
- Seleccionador: Vicent Alzina

| - Fredi de València - Grau de València - Martines del Campello, aficionat |  | - Pigat II del Genovés - Sarasol I del Genovés - Sarasol II del Genovés |

## Selecció Valenciana del 1996
I Campionat Mundial de Llargues, València
- Seleccionador: Vicent Alzina

| - Edi de Murla - Fredi de València - Genovés I del Genovés - Grau de València - Mezquita de Vila-real |  | - Paco, aficionat - Pigat II del Genovés - Puchol de Vinalesa - Sarasol I del Genovés - Sarasol II del Genovés |

### Trofeus
- Campió mundial de Llargues

## Selecció Valenciana del 1995
II Campionat d'Europa, Itàlia
- Seleccionador: Vicent Alzina

## Selecció Valenciana del 1994
I Campionat d'Europa, Valenciennes (França)
- Seleccionador: Vicent Alzina

| - Edi de Murla - Genovés I del Genovés - Grau de València - Màlia de La Vall de Laguar, aficionat |  | - Pigat II del Genovés - Sarasol II del Genovés - Tonico de Murla, aficionat |

### Trofeus
- Finalista europeu de Joc internacional
- Finalista europeu de Llargues

## Selecció Valenciana del 1993
Torneig Cinc Nacions, València
- Seleccionador: Vicent Alzina

| - Florencio d'Altea, aficionat - Genovés I del Genovés - Grau de València - Pigat II del Genovés |  | - Sarasol I del Genovés, millor jugador del món. - Sarasol II del Genovés - Tonico de Murla, aficionat |

### Trofeus
- Campió de Llargues